# Llau de la Solana
La llau de la Solana és una llau del terme municipal de Castell de Mur, dins de l'antic terme de Mur, al Pallars Jussà, en territori del poble de Vilamolat de Mur.
Es forma a la Solana de Josep, al nord-est de Vilamolat de Mur, des d'on davalla cap a llevant, decantant-se lleument cap al sud. Recorre tota la Solana de Fontana pels seus peus -nord-, i també el Solà de la Roca, al nord de la llau. Finalment aiguavessa en el barranc de Rius al sud-oest del Carant de la Ruixent.